# Categoría especial
Categoría especial (del francés: hors catégorie; en español: fuera de categoría), es una catalogación de los puertos de montaña en el ciclismo en carretera usada mayoritariamente en el Critérium del Dauphiné, Tour de Francia, Vuelta a España, Vuelta a Alemania, Vuelta a Austria, Vuelta a Suiza y otras carreras de China, Colombia, España, Estados Unidos y Portugal para diferenciar los puertos de "alta dificultad" (1ª categoría) de los de "extrema dificultad" (categoría especial).
Además de utilizarse con fines publicitarios, los puertos de categoría especial otorgan más puntos para la clasificación de la montaña con respecto a los puertos de categorías inferiores.

## Historia
Esta catalogación empezó a usarse en el Tour de Francia 1979 debido a la gran cantidad de puertos de 1ª categoría que empezaron a subirse. Mientras otras carreras importantes fueron adaptando esta categoría a sus carreras, otras como el Giro de Italia siguió con su catalogación habitual sin esta categoría especial.

## Criterio para catalogar un puerto como especial
Al igual que sucede con el resto de catalogaciones de puertos, esta categoría es totalmente subjetiva y su catalogación puede variar de una carrera a otra e incluso de una edición a otra, dependiendo su ubicación en la etapa. Por ejemplo, la categoría especial suele reservarse a los puertos que son final en alto. Esto se debe a que al final de la etapa los ciclistas están más cansados, por lo que la dificultad del puerto es mayor que cuando se ubica en un punto intermedio de la etapa.
Es especialmente destacable esa disparidad de criterios en carreras de España. Por ejemplo, el puerto de San Lorenzo en España comenzando en Riera en la Vuelta a España 2006 fue catalogado de especial mientras que en otras subidas posteriores, incluyendo en la Vuelta a Asturias, ha sido de 1ª. Otro caso es el Port de Balès en Francia desde Mauléon-Barousse que siempre ha estado catalogado de especial hasta que en la Vuelta a España 2013 fue de 1ª. Otro caso curioso sucede con el puerto de la Ragua en España desde Cherín que la primera vez que se ascendió en el ciclismo profesional en la Vuelta a España 2009 fue catalogado de 1ª cuando por ejemplo un puerto de similar dureza como el col d'Izoard en Francia desde Arvieux siempre ha sido catalogado de especial.
Precisamente esos puertos nunca han sido final en alto, por lo que puede suponerse que la Vuelta a España, y carreras de España en general, tienen muchas reticencias en categorizar como especial puertos que no sean final de etapa. No obstante, esa disparidad de criterios también ocurre con otros puertos final de etapa de menor dureza, que ocasionalmente se categorizan de especial por ser final en alto.

## Puertos de categoría especial
En este listado se muestran todos los puertos que han sido catalogados de especial al menos una vez, independientemente de su vertiente, ordenados por orden alfabético.
 Francia (35)
| - Alpe d'Huez (26 veces especial) - Aubisque (14 veces especial) - Gourette - Balès - Beal - Bonette - Chamrousse - Croix de Fer (10 veces especial) - Mont Faron - Galibier (19 veces especial) - Glandon - Grand Colombier | - Granon - Hautacam (5 veces especial) - Colle dell'Agnello (utilizado tanto en el Tour de Francia como en el Giro de Italia, en este último como Cima Coppi) - Col d'Aubisque (16 veces especial) - Col de l'Iseran - Isola 2000 - Izoard (7 veces especial) - Joux-Plane - La Plagne - Plateau de Beille (6 veces especial) - Larrau - Luz-Ardiden (8 veces especial) - Madeleine (17 veces especial) - Mont Ventoux (8 veces especial) - Pailhères | - Pra-Loup - Pla d'Adet - Puy de Dôme - Rochère en Chartreuse - Semnoz - Soudet - Soulor - Superbagnères - Tourmalet (25 veces especial) - La Mongie - Val Thorens |

 España (30)
| - Ainé - Aitana - Alto Campoo - Fuente del Chivo - Ancares - Angliru - Cabeza de Manzaneda - Calar Alto - Cerler - Cotobello - El Acebo | - La Covatilla - Somiedo - La Farrapona - Lagos de Covadonga - Los Machucos - Lagunas de Neila - Navacerrada - Bola del Mundo - La Pandera - Las Palomas - Pajares-Brañilin - Cuito Negro - Coll de Pal | - Pedraforca - Peña Cabarga - Pla de Beret - Polopos - Rassos de Peguera - Redondal - San Isidro - San Lorenzo - Sierra de Aitana - Sierra Nevada - Hazallanas - Valdezcaray - Vallter 2000 |

 Suiza (16)
| - Albulapass - Arosa - Cari - Crans-Montana - Finhaut-Emosson - Florclaz - Flüelapass | - Furkapass - Glaubenbielen - Grimselpass - Klausenpass - Lurkmanierpass - Nufenenpass - Oberalp Pass | - San Gotardo - Saas-Fee - Simplonpass - Sustenpass - Verbier |

 Andorra (7)
- Arinsal
- La Botella
  - Pal
- Els Cortals d'Encamp[11]
- Collado de la Gallina
- La Rabassa[11]
- Ordino-Arcalís

 Estados Unidos (7)
- Empire Pass
- Gibraltar Road
- Monte Hamilton
- Monte Diablo
- Mountain High
- Powder Mountain
- Snowbird

 Austria (5)
- Hochtor
- Kaunertaler Gletscherstrasse
- Kitzbüheler Horn
- Kühtai
- Rettenbachtal
- Sölden

 China (4)
- [19]
- [20]
- [21]
- [22]

 Colombia (4)
- Alto de La Línea
- Alto de Letras
- Alto de San Miguel
- Alto de Ventanas
- Alto de Coba Negra

 Portugal (2)
- Penhas da Saúde
- Torre

 Indonesia (2)
- Lanameren Ranamese
- Wadi

 Italia (1)
- Cenis[23]

 Irán (1)
- Sahand

 Azerbaiyán (1)
- Pirgulu

2 o más países
- Agnel/Agnello
- Envalira
  -  Grau Roig
- Larrau
- Lombarde
- Gran San Bernardo

## Giro de Italia
En su catalogación de puertos de montaña, el Giro de Italia no utiliza la categoría Especial. Los puertos más duros son catalogados como de 1.ª categoría (tradicionalmente indicados de color rojo -color celeste para la Cima Coppi-), aunque en los hechos equivaldrían a los HC (hors categorie) que se usan en otras carreras. Algunos de los ascensos más duros del Giro de Italia son:
- Marmolada
- Monte Zoncolan
- Mortirolo
- Paso Stelvio
- Paso Gavia
- Tres Cimas de Lavaredo
- Paso Giau
- Paso Pordoi
- Paso Sella
- Paso de Valparola
- Paso Valles
- Paso de Esischie
- Colle delle Finestre
- Passo Manghen

## Otros usos de categoría especial en el ciclismo
Desde el 2005, tras la implementación de los Circuitos Continentales UCI, se comenzó a utilizar la categoría .HC (categoría especial) para las carreras de mayor categoría. No siendo más de 40 carreras con esta catalogación por temporada (25-28 en Europa, 2-6 en Asia y 2-3 en America); muchas de ellas anteriormente eran denominadas de categoría .1.